# 前田正虎
前田正虎（生年不詳－卒年不詳）是日本戰國時代末期至江戶時代初期武士。加賀藩藩士。諱安虎。通稱安太夫。父親是前田利益。母親是前田安勝的女兒。

## 簡歷
天正15年（1587年），義理上的祖父前田利久死去後繼承舊領中的2千石。天正18年（1590年），在父親利益從前田家中出奔之際，正虎和利益的妻子被留在加賀，並沒有随行。後來先後侍奉義理上的從兄弟前田利長與前田利常。還有作為加賀藩士的書法家活動，著有『前田家之記』（安太夫筆記），記述藩的故事給後代。在沒有兒子的情況下在七尾逝世。